# Communauté de communes du Canton d’Oulchy-le-Château
Die Communauté de communes du Canton d’Oulchy-le-Château ist ein französischer Gemeindeverband mit der Rechtsform einer Communauté de communes im Département Aisne in der Region Hauts-de-France. Sie wurde am 30. Dezember 1994 gegründet und umfasst 26 Gemeinden. Der Verwaltungssitz befindet sich im Ort Oulchy-le-Château.

## Mitgliedsgemeinden
| Gemeinde                                             | Einwohner 1. Januar 2022 | Fläche km² | Dichte Einw./km² | Code INSEE | Postleitzahl |
| ---------------------------------------------------- | ------------------------ | ---------- | ---------------- | ---------- | ------------ |
| Ambrief                                              | 81                       | 4,50       | 18               | 02012      | 02200        |
| Arcy-Sainte-Restitue                                 | 398                      | 26,43      | 15               | 02022      | 02130        |
| Beugneux                                             | 117                      | 7,68       | 15               | 02082      | 02210        |
| Billy-sur-Ourcq                                      | 195                      | 10,17      | 19               | 02090      | 02210        |
| Breny                                                | 219                      | 4,52       | 48               | 02121      | 02210        |
| Buzancy                                              | 183                      | 4,75       | 39               | 02138      | 02200        |
| Chacrise                                             | 367                      | 12,74      | 29               | 02154      | 02200        |
| Chaudun                                              | 244                      | 8,52       | 29               | 02172      | 02200        |
| Cramaille                                            | 133                      | 8,12       | 16               | 02233      | 02130        |
| Cuiry-Housse                                         | 102                      | 8,54       | 12               | 02249      | 02220        |
| Droizy                                               | 75                       | 5,42       | 14               | 02272      | 02210        |
| Grand-Rozoy                                          | 299                      | 12,45      | 24               | 02665      | 02210        |
| Hartennes-et-Taux                                    | 341                      | 6,31       | 54               | 02372      | 02210        |
| Launoy                                               | 98                       | 9,10       | 11               | 02412      | 02210        |
| Le Plessier-Huleu                                    | 85                       | 5,20       | 16               | 02606      | 02210        |
| Maast-et-Violaine                                    | 133                      | 10,96      | 12               | 02447      | 02220        |
| Montgru-Saint-Hilaire                                | 30                       | 3,24       | 9                | 02507      | 02210        |
| Muret-et-Crouttes                                    | 111                      | 5,24       | 21               | 02533      | 02210        |
| Nampteuil-sous-Muret                                 | 93                       | 3,38       | 28               | 02536      | 02200        |
| Oulchy-la-Ville                                      | 127                      | 7,13       | 18               | 02579      | 02210        |
| Oulchy-le-Château                                    | 811                      | 15,08      | 54               | 02580      | 02210        |
| Parcy-et-Tigny                                       | 247                      | 10,59      | 23               | 02585      | 02210        |
| Rozières-sur-Crise                                   | 234                      | 7,32       | 32               | 02663      | 02200        |
| Saint-Rémy-Blanzy                                    | 225                      | 13,99      | 16               | 02693      | 02210        |
| Vierzy                                               | 378                      | 12,73      | 30               | 02799      | 02210        |
| Villemontoire                                        | 210                      | 7,65       | 27               | 02804      | 02210        |
| Communauté de communes du Canton d’Oulchy-le-Château | 5.536                    | 235,18     | 24               | –          | –            |